# 1898-as műkorcsolya- és jégtánc-Európa-bajnokság
Az 1898-as műkorcsolya- és jégtánc-Európa-bajnokság volt a verseny hatodik kiírása. A versenyt 1898. február 26-án rendezték meg a norvégiai Trondheimben. 

Ezen az Európa-bajnokságon diadalmaskodott először a későbbi legendás svéd versenyző, Ulrich Salchow.

## Végeredmény
| # | Név            | Ország     | Pontok |
| - | -------------- | ---------- | ------ |
| 1 | Ulrich Salchow | Svédország | 7      |
| 2 | Johan Lefstad  | Norvégia   | 8      |
| 3 | Oscar Holthe   | Norvégia   | 15     |

## Bírók
- H. Bratt
- A. Gellein
- Kindt
- J. Kunig
- H. N. Stabel